# Whole Lotta Rosie
«Whole Lotta Rosie» es una canción del grupo australiano de hard rock AC/DC. Es el octavo y último tema del cuarto álbum de la banda, Let There Be Rock, publicado en Australia en marzo de 1977, y fue escrita por Angus Young, Malcolm Young y Bon Scott. También es el octavo y último tema en la versión internacional del álbum, publicado en junio del mismo año. En la década de los 2000 saldría sólo el bajo en la parte final de los anuncios de Dodge en todo el mundo. Diversas bandas de hard rock consideran esta canción una base del género, en muchas ocasiones versionándola, como Guns N' Roses o Amelie.

## Composición
La canción es acerca de una mujer obesa de 120 kilogramos llamada Rosie con quien el vocalista tuvo relaciones sexuales. Más allá de la obesidad de la mujer, el cantante la considera una de las mejores experiencias sexuales.

## Integrantes
- Bon Scott - vocalista
- Angus Young - guitarrista líder
- Malcolm Young - guitarrista rítmico
- Mark Evans - bajista
- Phil Rudd - batería

## Posición en las listas
| Lista (1978)        | Posición |
| ------------------- | -------- |
| Dutch Singles Chart | 5        |
| Lista (1980)        | Posición |
| UK Singles Chart    | 36       |